# 吉爾福德鎮區 (愛荷華州門羅縣)
吉爾福德鎮區（英語：Guilford Township）是位於美國愛荷華州門羅縣的一個行政鎮區。

## 地方資料
根據2010年美國人口普查的數據，吉爾福德鎮區的面積為93.81平方千米，當中陸地面積為93.89平方千米，而水域面積為0.02平方千米。當地共有人口259人，而人口密度為每平方千米2.76人。